# Asura roseogrisea
Asura roseogrisea là một loài bướm đêm thuộc phân họ Arctiinae, họ Erebidae.